# Ташнади, Йожеф
Йожеф Режё Ташнади (ранее Тидренцль, Тедренски; венг. Tasnádi (Tidrenczl, Tiedrenszky) József Rezső; 10 октября 1903, Пакш, Транслейтания — 1 октября 1977, Богота) — венгерский борец греко-римского и вольного стилей. Участник летних Олимпийских игр 1924 года, чемпион Европы по вольной борьбе 1930 года.

## Биография
Йожеф Ташнади родился 10 октября 1903 года в австро-венгерском городе Пакш (сейчас в Венгрии).
До 1923 года представлял в соревнованиях по борьбе МОВЕ из Цегледа, после чего перешёл в будапештский МАК. До 1929 года выступал под фамилиями Тидренцль и Тедренски. В 1924—1933 годах по три раза становился чемпионом Венгрии в личном и командном турнирах.
В 1924 году вошёл в состав сборной Венгрии на летних Олимпийских играх в Париже. В греко-римской борьбе в весовой категории до 58 кг во втором раунде решением судей победил Арвида Эрстмана из Швеции, в третьем — Йоханнеса ван Марена из Нидерландов, в четвёртом проиграл Сигфриду Ханссону из Швеции, в пятом — Ансельму Альфорсу из Финляндии.
В 1930 году завоевал золотую медаль чемпионата Европы по вольной борьбе в Брюсселе в весовой категории до 61 кг.
После окончания выступлений организовывал соревнования профессионалов по боксу и борьбе, несколько раз участвовал в них.
Умер 1 октября 1977 года в колумбийском городе Богота.